# Berghsche Wetering
De Berghsche Wetering, ook bekend als het Grenskanaal  is de oude naam van het  Netterdensch Kanaal op de grens  tussen Gelderland en de Duitse deelstaat Noordrijn-Westfalen. Deze wetering in 's-Heerenberg vormt een natuurlijke grens tussen de Nederlandse gemeente Montferland en de Duitse gemeente Emmerik. 
Dit kanaal is het verlengde van de Duitse Hetterlandwehr aan het natuurgebied Hetter-Millinger Bruch. Vanaf het dorp Netterden draagt het kanaal aan vanaf Duitse zijde de naam Netterdensch Kanaal. Deze wetering loopt vervolgens via Lengel, 's-Heerenberg en Stokkum naar het Duitse Elten waar ze als grensriviertje de Duitse naam Die Wild draagt. Via de Oude Rijn komt ze uiteindelijk uit in de Rijn. 

## Grenskanaal
Over deze wetering zijn een aantal grensovergangen gelegen. Voor oost naar west zijn dit:
- De grensovergang juist ten oosten van industrieterrein  't Goor. Tot 1987 waren hier de resten van de Zwarte Brug zichtbaar.
- De Nieuwe Grens, de doorgaande grensovergang buiten 's-Heerenberg; Elsepasweg (N827, voorheen N316)
- De Oude Grens, een grensovergang aan de rand van het historische centrum van 's-Heerenberg richting Elsepaß.
- Grensovergang De Linthorst tussen Stokkum en Borghees. Tot 1995 was dit een groene grensovergang.

Hengelsport
In de jaren '60 en 70 van de vorige eeuw was deze Wetering een gewild hengelsportwater met veel paling, voorn en zeelt. Door het lozen van gezuiverd water door de destijds in gebruik zijnde zuiveringsinstallatie in het 's-Heerenbergse industrieterrein 't Goor verdween veel vis. Sinds de eeuwwisseling herstelt de visstand zich weer.